# Mieczysław Janowski (żołnierz)
Mieczysław Feliks Janowski (ur. 30 sierpnia 1894 w Sosnowcu, zm. wiosną 1940 w Charkowie) – podpułkownik piechoty Wojska Polskiego, kawaler Orderu Virtuti Militari, ofiara zbrodni katyńskiej.

## Życiorys
Urodził się w Sosnowcu, w rodzinie Bolesława i Józefy z Machniewskich.
Od 1915 służył w Legionach Polskich, w 6 pułku piechoty. Został ranny pod Polską Górą. Po kryzysie przysięgowym internowany w Szczypiornie. W 1918 wstąpił na ochotnika do Wojska Polskiego. Został przydzielony do 22 pułku piechoty na stanowisko dowódcy plutonu. Po zakończeniu działań wojennych pozostał w wojsku, został zweryfikowany do stopnia kapitana ze starszeństwem z dniem 1 czerwca 1919 i pozostał w 22 pułku. Najpierw na stanowisku dowódcy kompanii, potem dowódcy I baonu. W 1928 awansowany do stopnia majora. W kwietniu tego roku został przesunięty na stanowisko kwatermistrza, a w październiku 1931 przesunięty ponownie na stanowisko dowódcy batalionu. 23 marca 1932 ogłoszono jego przeniesienie do Korpusu Ochrony Pogranicza. Został dowódcą batalionu KOP „Skałat”. W 1936 został awansowany na stopień podpułkownika, a w październiku tego roku został przeniesiony do 74 pułku piechoty na stanowisko zastępcy dowódcy pułku. W 1939 był szefem 3 Okręgowego Urzędu Wychowania Fizycznego i Przysposobienia Wojskowego w Grodnie. 

W czasie kampanii wrześniowej 1939 był dowódcą 1 pułku piechoty Grupy Grodzieńskiej. Po agresji ZSRR na Polskę w nieznanych okolicznościach wzięty do niewoli sowieckiej i przewieziony do obozu w Starobielsku. Wiosną 1940 został zamordowany przez funkcjonariuszy NKWD w Charkowie i pogrzebany potajemnie w bezimiennej mogile zbiorowej w Piatichatkach, gdzie od 17 czerwca 2000 mieści się oficjalnie Cmentarz Ofiar Totalitaryzmu w Charkowie. Figuruje na Liście Starobielskiej NKWD, pod poz. 3907.
5 października 2007 minister obrony narodowej Aleksander Szczygło mianował go pośmiertnie na stopień pułkownika. Awans został ogłoszony 9 listopada 2007 w Warszawie, w trakcie uroczystości „Katyń Pamiętamy – Uczcijmy Pamięć Bohaterów”.

## Ordery i odznaczenia
- Krzyż Srebrny Orderu Wojskowego Virtuti Militari nr 109 (1921)[17]
- Krzyż Niepodległości (6 czerwca 1931)[18]
- Krzyż Walecznych (czterokrotnie, po raz 2, 3 i 4 w 1921)[19]
- Złoty Krzyż Zasługi[1]
- Srebrny Krzyż Zasługi[1]
- Medal Pamiątkowy za Wojnę 1918–1921[1]
- Medal Dziesięciolecia Odzyskanej Niepodległości[1]